# Comley
Comley – wieś w Anglii, w hrabstwie Shropshire. Leży 18 km na południe od miasta Shrewsbury i 215 km na północny zachód od Londynu.